# Phaonia colbrani
Phaonia colbrani är en tvåvingeart som beskrevs av Collin 1953. Phaonia colbrani ingår i släktet Phaonia och familjen husflugor. Inga underarter finns listade i Catalogue of Life.